# 藤澤文広
もしかして
- 藤澤文洋

ではありませんか？